# Elektrická jednotka EN71

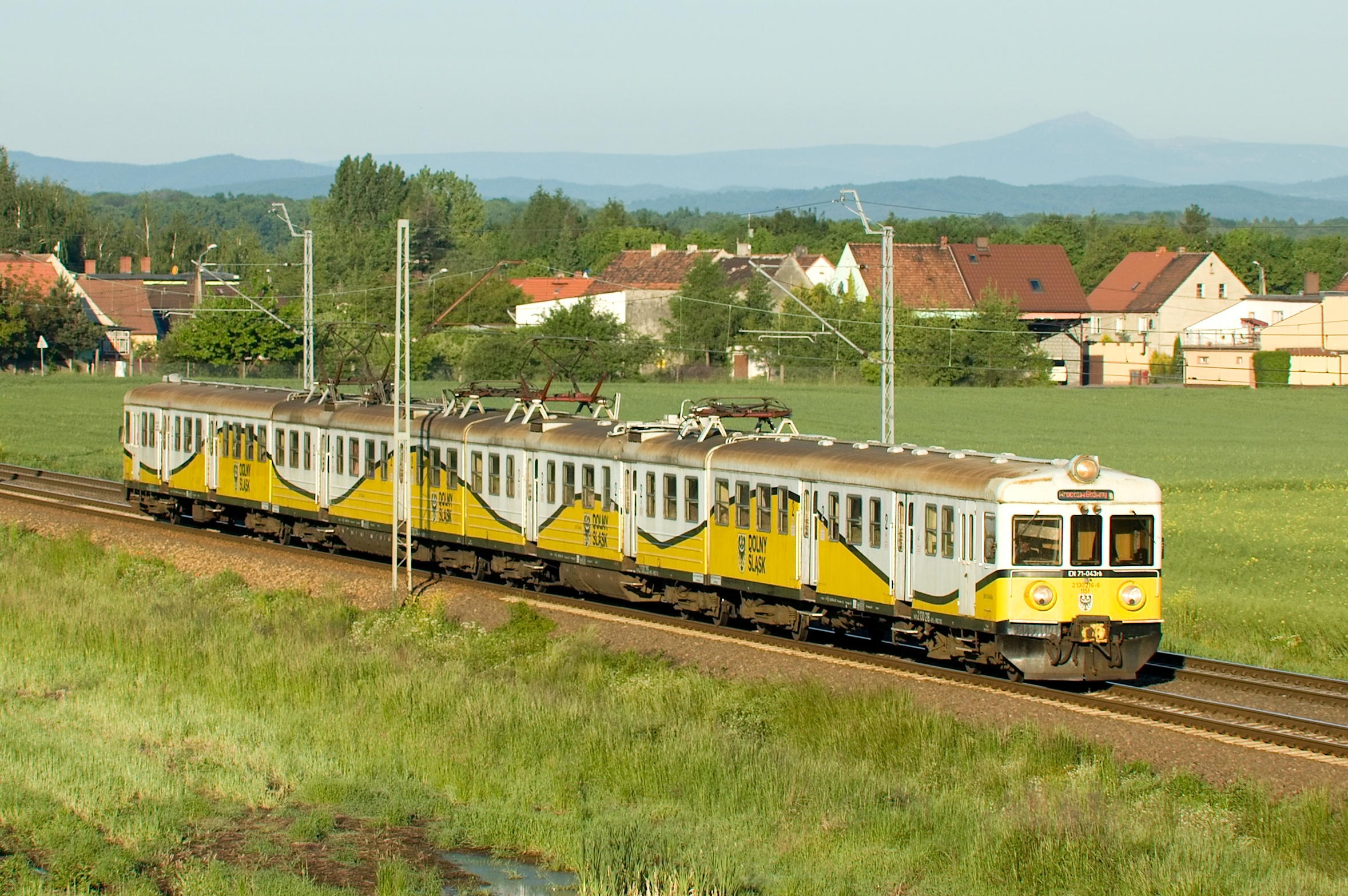
Jednotka EN71

Elektrické jednotky řady EN71 jsou polské čtyřdílné elektrické jednotky vyráběné firmou Pafawag ve Vratislavi pro Polskie Koleje Państwowe. Jsou postaveny na základě dříve vyráběných třídílných jednotek EN57, na rozdíl od kterých se liší přidaným druhým elektrickým vozem. V roce 1976 bylo vyrobeno celkem 20 jednotek EN71, dalších přibližně 30 jich vzniklo přestavbou a úpravou jednotek EN57 v roce 1984. Uspořádání pojezdu je 2′2′+Bo′Bo′+Bo′Bo′+2′2′.